# 田子譲治
田子 譲治（たご じょうじ、1963年6月30日 - ）は、鳥取県気高郡青谷町（現：鳥取市）出身の元プロ野球選手（投手）。

## 来歴・人物
鳥取西高では1年次秋からエースとなる。早くから好投手として注目され、2年次の1980年夏の鳥取大会決勝に進出するが、倉吉北高に敗退。翌1981年夏の鳥取大会決勝では倉吉東高を降し、第63回全国高等学校野球選手権大会出場を決める。1回戦で東奥義塾高（青森）と対戦。初回先頭打者に内野安打を許したのみの完封勝利、16奪三振の投球内容が注目される。しかし、2回戦で早稲田実業高の荒木大輔と投げ合い、0－5で敗れた。大会終了後に行われた韓国遠征の全日本チームのメンバーにも選ばれ、第3戦に先発し、7回まで投げて被安打3の1失点で0勝1敗の成績を残している。
同年のプロ野球ドラフト会議でロッテオリオンズから2位指名を受け入団。元監督の金田正一による大絶賛を受けてのことであった。背番号は、同年まで監督を務めていた山内一弘の33が与えられた。
プロ入り5年目の1985年に一軍に昇格し、翌1986年9月には初先発を果たす。同年は2勝2敗の成績を残した。なお、この年に清原和博（西武ライオンズ）が高卒新人の最多記録となる31本目のホームランを放った際の相手投手が田子であった。右のオーバースローで、カーブ、フォークボールを武器とした。その後は故障もあって登板機会に恵まれず、1990年を最後に現役を引退した。
1991年から2009年まで読売ジャイアンツの打撃投手を務めた。ジャイアンツに清原が在籍していた当時は彼の打撃投手を務めることが多く、「清原の恋人」と呼ばれることもあった。2001年、清原は不振で6番に降格させられ、チームも6年ぶりの7連敗を喫するなどしていた時も清原の特打に付き合った。その甲斐あってか清原が、2本塁打、4打点の活躍を見せてチームを8試合ぶりの勝利に導いた。清原はヒーローインタビューで開口一番、「付き合ってくれた田子さんに感謝したい」と感謝を述べた。自宅のテレビで夕食を食べながら観戦していた田子は、突然耳にした清原の感謝の言葉に感激し、箸を持つ手が震えたという。清原には「田子さんを驚かせてやろう」という悪戯心もあったという。2009年脱臼で引退。
2010年4月より、食での地域連携とプロスポーツのあり方を考え、地域連携と元プロ野球選手のネットワークを生かしたセカンドキャリアネットワークを構築している。

## 詳細情報

### 年度別投手成績
| 年 度     | 球 団     | 登 板 | 先 発 | 完 投 | 完 封 | 無 四 球 | 勝 利 | 敗 戦 | セ 丨 ブ | ホ 丨 ル ド | 勝 率 | 打 者 | 投 球 回 | 被 安 打 | 被 本 塁 打 | 与 四 球 | 敬 遠 | 与 死 球 | 奪 三 振 | 暴 投 | ボ 丨 ク | 失 点 | 自 責 点 | 防 御 率 | W H I P |
| --------- | --------- | ----- | ----- | ----- | ----- | -------- | ----- | ----- | -------- | ----------- | ----- | ----- | -------- | -------- | ----------- | -------- | ----- | -------- | -------- | ----- | -------- | ----- | -------- | -------- | ------- |
| 1985      | ロッテ    | 1     | 0     | 0     | 0     | 0        | 0     | 0     | 0        | --          | ----  | 8     | 0.2      | 2        | 1           | 4        | 0     | 0        | 0        | 0     | 0        | 3     | 2        | 27.00    | 9.00    |
| 1986      | ロッテ    | 12    | 4     | 0     | 0     | 0        | 2     | 2     | 0        | --          | .500  | 178   | 38.0     | 49       | 5           | 16       | 0     | 1        | 28       | 2     | 0        | 26    | 22       | 5.21     | 1.71    |
| 通算：2年 | 通算：2年 | 13    | 4     | 0     | 0     | 0        | 2     | 2     | 0        | --          | .500  | 186   | 38.2     | 51       | 6           | 20       | 0     | 1        | 28       | 2     | 0        | 29    | 24       | 5.59     | 1.84    |

### 記録
- 初登板：1985年4月20日 対南海ホークス1回戦（大阪球場）、8回裏から5番手で救援登板、2/3回を1失点
- 初先発・初勝利：1986年9月19日 対日本ハムファイターズ20回戦（後楽園球場）、5回3失点

### 背番号
- 33（1982年 - 1990年）
- 121（1991年 - 2009年）- 巨人打撃投手

## 出演

### テレビ
- 石橋貴明のスポーツ伝説…光と影（2017年4月5日、TBSテレビ）[6]

### ウェブテレビ
- ぶるぺん（2018年10月、GYAO!）[7]